# Dendrobium tubiflorum
Dendrobium tubiflorum är en orkidéart som beskrevs av Johannes Jacobus Smith. Dendrobium tubiflorum ingår i släktet Dendrobium, och familjen orkidéer. Inga underarter finns listade i Catalogue of Life.